# جیمز الکساندر پورتر

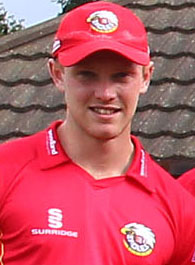
جیمز الکساندر پورتر، بازیکن کریکت - ۲۰۱۶

جیمز الکساندر پورتر (زاده ۲۵ مه ۱۹۹۳) یک بازیکن کریکت است که از سال ۲۰۱۴ در تیم اسکس کریکت بازی می‌کند. او با دست راست ضربه می‌زند.
در فصل ۲۰۱۱/۱۲، پورتر در آکادمی کریکت دارن لمان حضور یافت و برای باشگاه کریکت منطقه West Torrens در آدلاید، کریکت باشگاهی بازی کرد. در سال ۲۰۱۳، پورتر در تیم کریکت کاران جوان Marylebone Cricket Club (MCC) قرار گرفت - او قبلاً عضو تیم Essex Second XI بود. او قبل از نقل مکان به باشگاه کریکت چینگفورد برای کلوپ Fives & Heronians در چیگول بازی کرد. در پایان فصل ۲۰۱۴، پورتر قرارداد جدیدی با اسکس تا سال ۲۰۱۶ امضا کرد.
او اولین فصل کامل خود را برای اسکس در فصل ۲۰۱۵ انجام داد. سرمربی اسکس ، پل گریسون، پورتر را با طراوت خواند و گفت: «او شخصیت خوبی است و بازیکن بسیار خوبی است. او پر جنب و جوش است، او کاری با توپ انجام می دهد و سوالات زیادی از بازیکنان توپ می پرسد."
او اولین بازی Twenty20 خود را برای اسکس در ۲۰۱۷ NatWest t20 Blast در ۷ ژوئیه ۲۰۱۷ انجام داد. در ژوئیه ۲۰۱۸، او در تیم آزمایشی انگلیس برای اولین تست در برابر هند قرار گرفت، اما برای مسابقه انتخاب نشد.

## افتخارات
- قهرمانی شهرستان: ۲۰۱۷ ، ۲۰۱۹